# Beardsley Zoo
Koordinaten: 41° 12′ 33,1″ N, 73° 10′ 56,9″ W

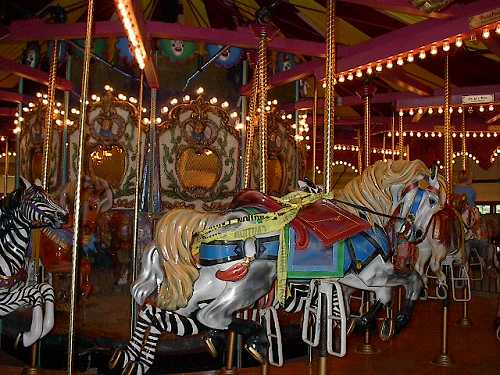
Historisches Karussell auf dem Zoogelände

Der Beardsley Zoo ist ein Zoo, der sich rund 25 Kilometer südwestlich der Stadt New Haven in Bridgeport im Fairfield County im US-Bundesstaat Connecticut befindet. Der Zoo ist bei der Association of Zoos and Aquariums (AZA) akkreditiert.

## Geschichte
Im Jahr 1878 spendete James W. Beardsley, ein wohlhabender Landwirt und Viehzüchter der Stadt Bridgeport ein Gelände von rund 40 Hektar naturbelassenen Landes, das an den Pequonnock River grenzt. Es sollte in einen öffentlichen Park verwandelt werden. Mit Hilfe bedeutender Gartenarchitekten wurde im Auftrag der Stadt daraufhin ein Stadtpark gestaltet. Zur damaligen Zeit war die Stadt Bridgeport der Sitz von Phineas T. Barnum und seinem weltberühmten Zirkus. Barnum stellte seine Tiere im Park aus und benutzte ihn als Winterquartier für die Tiere des Ringling Bros. and Barnum & Bailey Circus. 1920 begannen die Planungen zur Schaffung eines Zoos auf dem Parkgelände, der dann 1922 eröffnete. 1997 kaufte die Connecticut Zoological Society, eine gemeinnützige Organisation den Zoo und leitet ihn seitdem als private, gemeinnützige Institution mit Unterstützung des Bundesstaates Connecticut und der Stadt Bridgeport.

## Anlagenkonzept und Tierbestand
Auf dem Zoogelände leben rund 300 Tiere, die schwerpunktmäßig der Fauna Nord- und Südamerikas angehören, darunter Amerikanischer Bison, Gabelbock, Weißwedelhirsch, Ozelot, Nordamerikanischer Fischotter, Mähnenwolf, Mexikanischer Wolf, Rotwolf, Kanadischer Luchs, Brillenbär, Großer Ameisenbär, Schwarzer- und Brauner Brüllaffe, Schwarzschwanz-Präriehund, Chinchillas, Nandu, Weißkopfseeadler, Andenkondor, Tigersalamander, Schlammteufel und mehrere Arten von Baumsteigerfröschen.

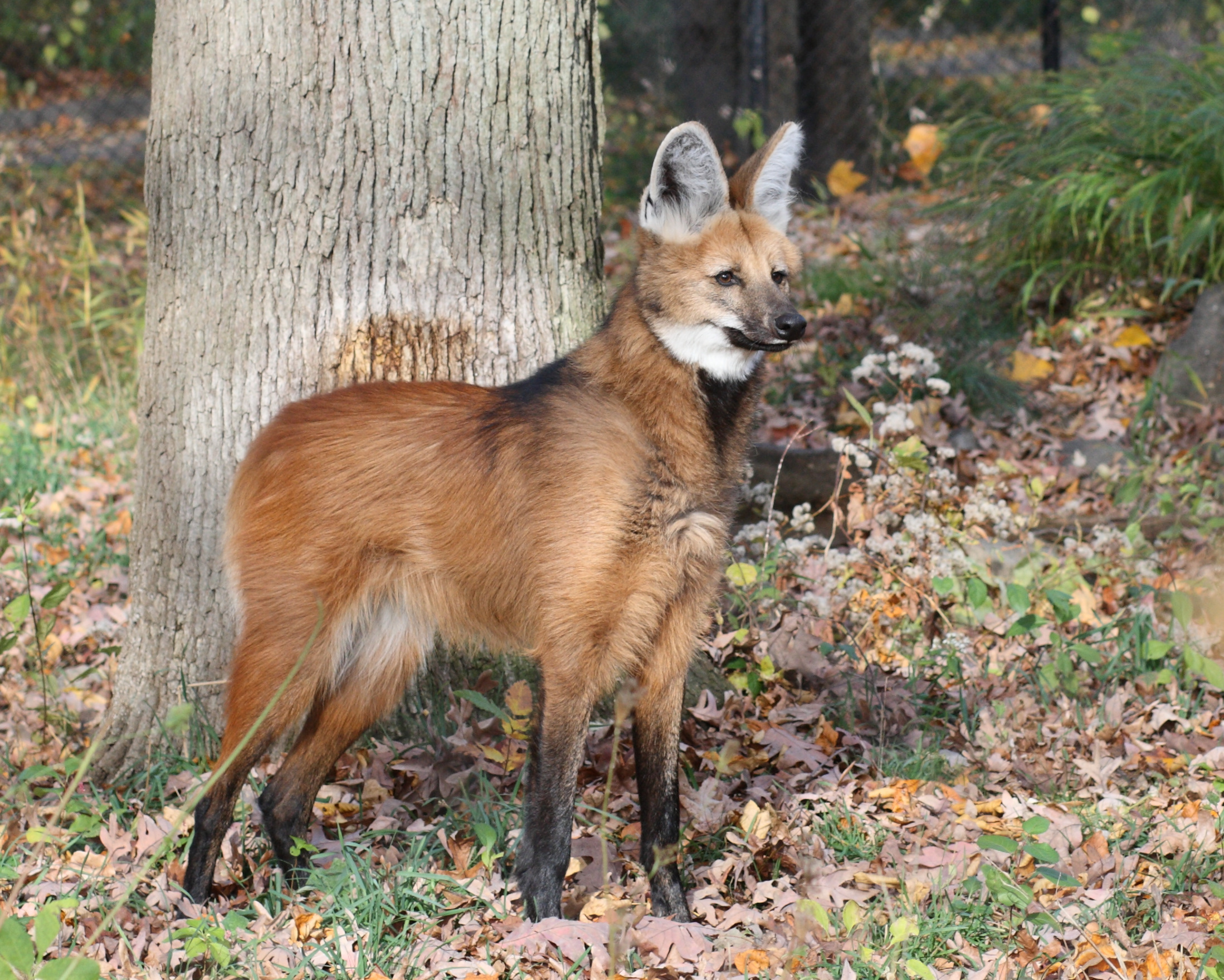
Mähnenwolf
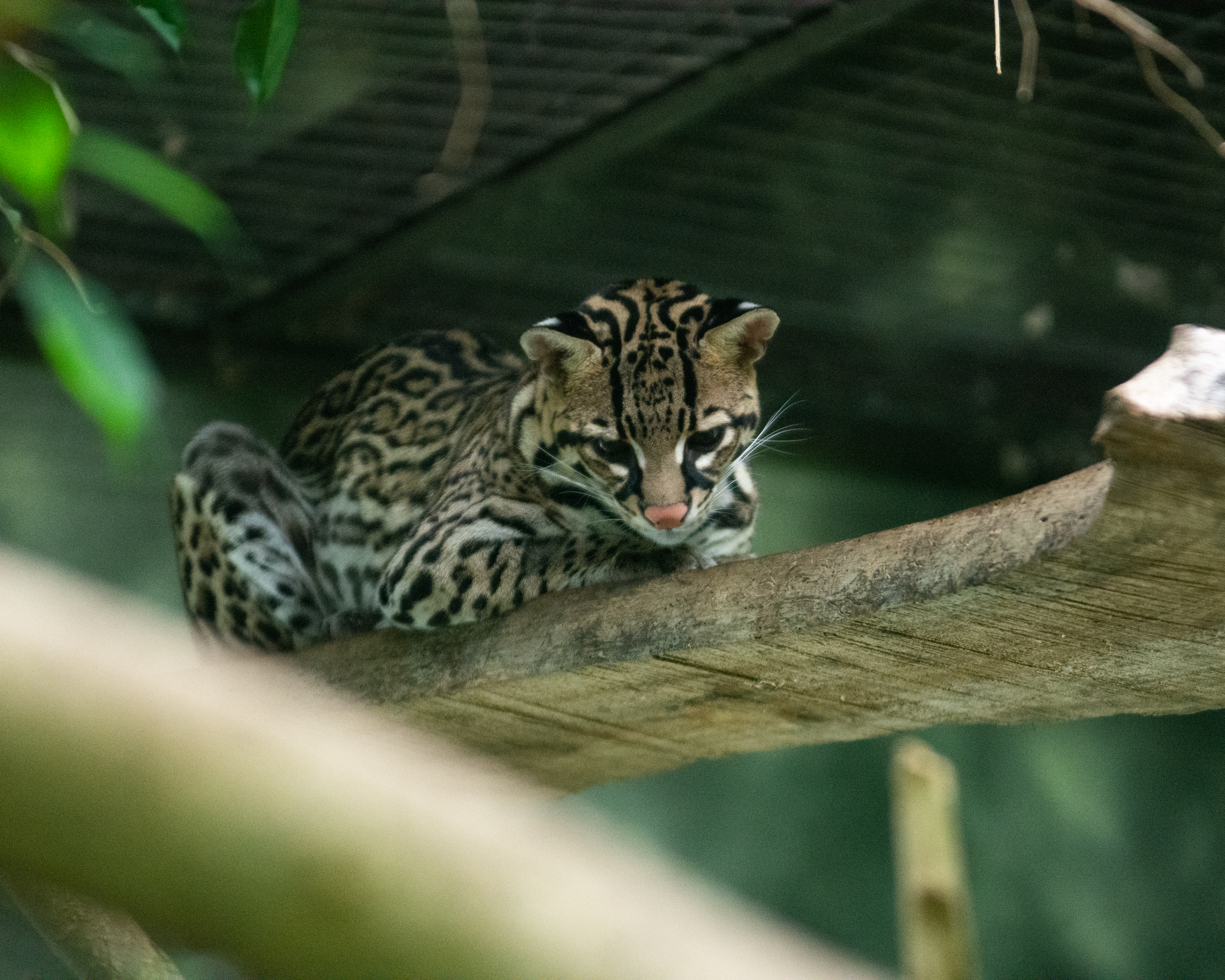
Ozelot
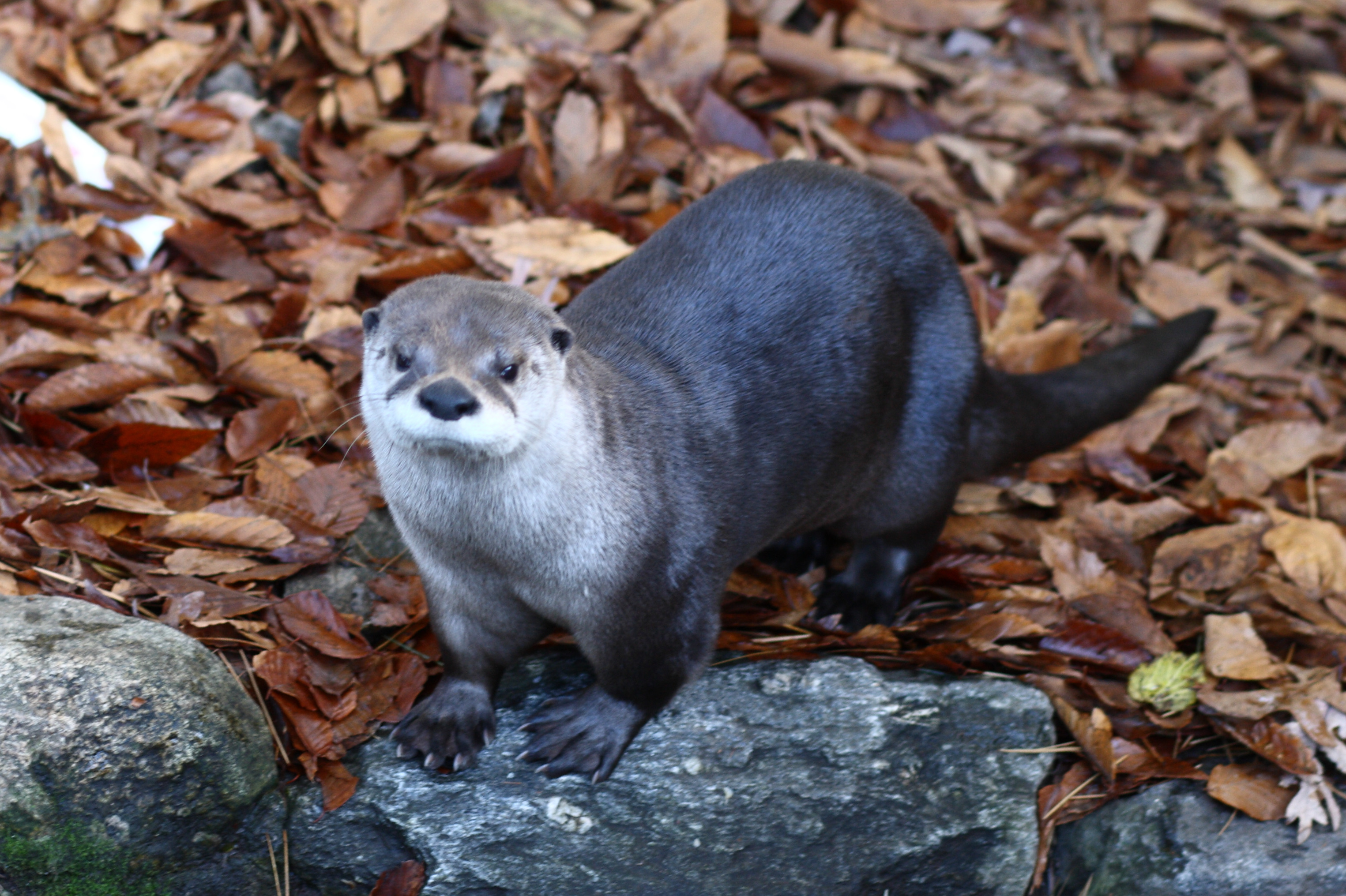
Nordamerikanischer Fischotter
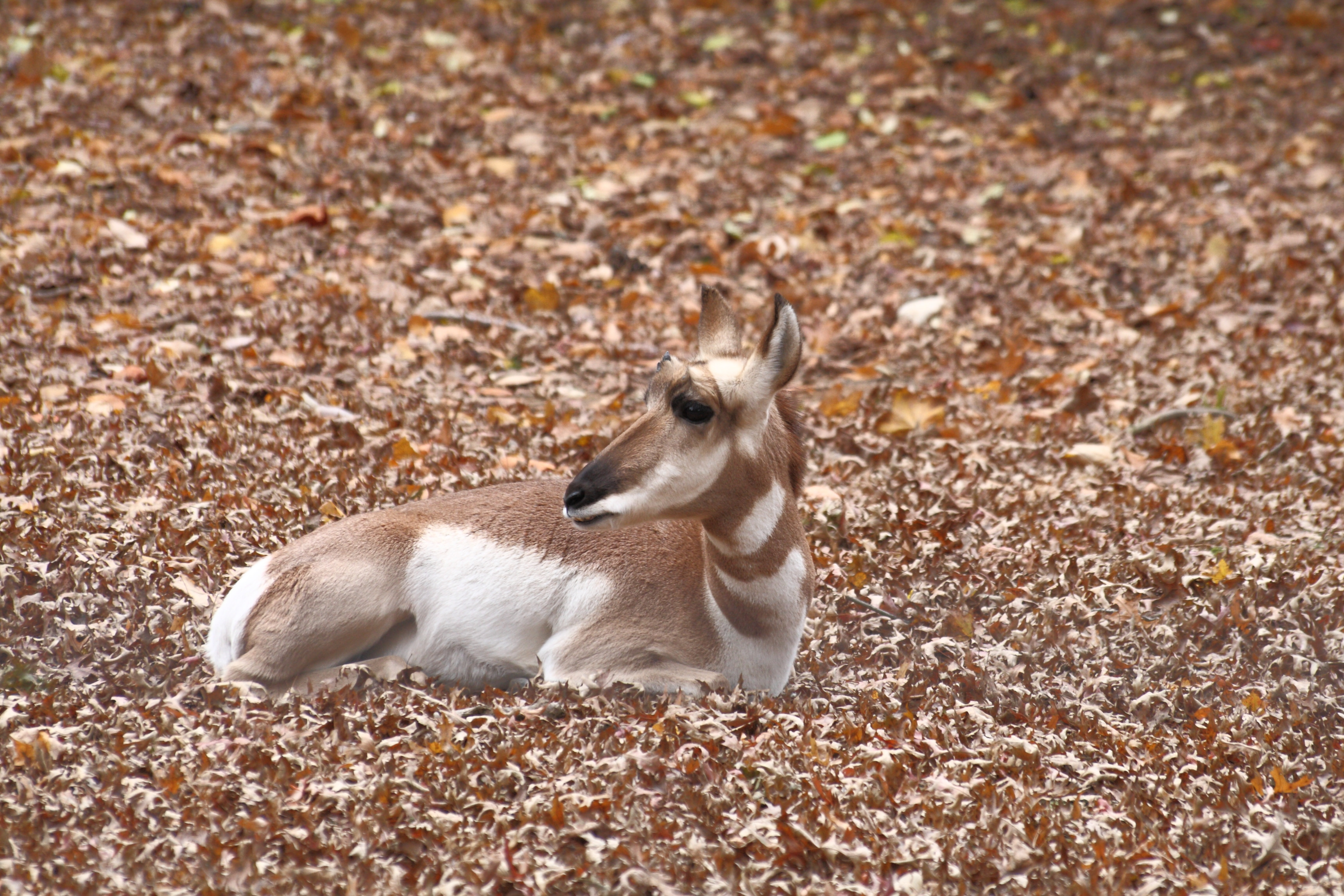
Gabelbock, Weibchen

Nur wenige Tiere, beispielsweise Tiger, Leopard und Westlicher Kleiner Panda kommen aus anderen Kontinenten. Auf dem Zoogelände befinden sich außerdem ein Reptilienhaus, eine Farm mit Haustieren, ein Gewächshaus, ein Forschungs- und Informationszentrum, ein Picknickbereich, ein großer Kinderspielplatz mit einem historischen Karussell, ein Skulpturen-Garten sowie eine Tierkrankenstation.

## Arterhaltungs-, Zucht- und Schutzprogramme
Connecticuts Beardsley Zoo beteiligt sich als akkreditiertes Mitglied der Association of Zoos and Aquariums (AZA) an mehreren Species Survival Plan Programmen, die die Arterhaltung, Zucht sowie den Schutz bedrohter Tierarten betreffen.